# 汪琦
汪琦，女，中國天文學家，周期彗星葛─汪彗星（142P）的发现者之一，供职于紫金山天文台小行星研究室。参与参加彗木碰撞的预报工作。

## 生平
1988年，紫金山天文台两位天文学家葛永良和汪琦用北京天文台兴隆观测站的60厘米口径施密特望远镜发现了一颗新的周期彗星，被命名为葛—汪彗星。这是第一颗以中国人姓氏命名的彗星。 